# Sphagoeme acuta
Sphagoeme acuta là một loài bọ cánh cứng trong họ Cerambycidae.